# James Merrill

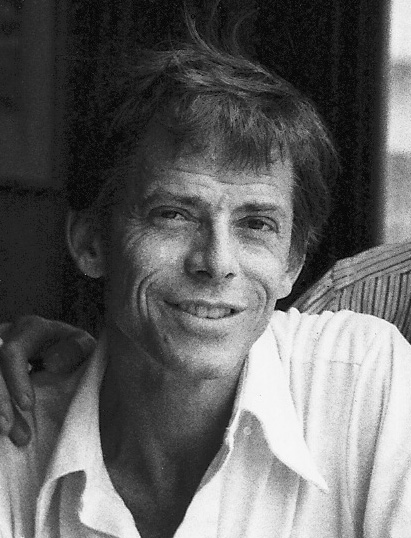
James Merrill (1973)

James Ingram Merrill (* 3. März 1926 in New York City; † 6. Februar 1995 in Tucson, Arizona) war ein US-amerikanischer Schriftsteller und im Jahr 1977 der Gewinner des Pulitzer-Preises in Poesie.

## Leben
Merrill wurde als Sohn von Hellen Ingram Merrill und Charles E. Merrill geboren, einem Gründungspartner der Investmentgesellschaft Merrill Lynch. Merrill hatte zwei ältere Stiefgeschwister aus der ersten Ehe seines Vaters. In seiner Kindheit genoss Merrill ein privilegiertes Leben und eine gute Erziehung. Er erhielt Privatunterricht und lernte Französisch und Deutsch. In seinem Gedicht Lost in Translation schreibt Merrill über seine Kindheitserfahrungen. Seine Eltern trennten sich, als Merrill 11 Jahre alt war, und ließen sich scheiden, als er 13 Jahre alt war. Merrill besuchte als Teenager die Lawrenceville School, wo er Freundschaft mit Frederick Buechner schloss. Als Merrill 16 Jahre alt wurde, begann sein Vater, seine Kurzgeschichten und Gedichte zu sammeln und veröffentlichte diese als Überraschung unter dem Titel Jim's Book.
1944 unterbrach Merrill sein Studium für einen achtmonatigen Einsatz in der United States Army. 1945 kehrte er an das Amherst College zurück und graduierte dort 1947. Eine Sammlung seiner Gedichte unter dem Titel The Black Swan veröffentlichte sein Mentor Professor Kimon Friar am Amherst College und 1946 privat in Athen, Griechenland. 1951 veröffentlichte Merrill seine erste verlegerisch besorgte Ausgabe First Poems durch Alfred A. Knopf.
Merrill verliebte sich in den Autor David Noyes Jackson, mit dem er vier Jahrzehnte zusammenlebte. Merrill und Jackson trafen sich 1953 in New York City nach einer Performance von Merrills The Bait. Gemeinsam zogen sie 1955 nach Stonington, Connecticut. In den folgenden beiden Jahrzehnten verbrachten sie jeweils einen Teil des jeweiligen Jahres in Athen, Griechenland. Griechische Themen, Orte und Personen nahmen eine bedeutende Rolle in Merrills schriftstellerischen Arbeiten ein. Ab 1979 verbrachten Merrill und Jackson ihren Urlaub jedes Jahr in Key West, Florida.
Zu seinem Freundeskreis gehörte in Stonington auch der britische Autor Stephen Spender, der an der nahegelegenen University of Connecticut lehrte.
In den Memoiren von 1993 zeichnet Merrill ein Porträt des schwulen Lebens in den frühen 1950ern, in denen er Beziehungen mit verschiedenen Männern wie dem Autor Claude Fredericks, dem Kunsthändler Robert Isaacson, David Noyes Jackson und dem Schauspieler Peter Hooten schildert. Als Philanthrop gründete er die Ingram Merrill Foundation. Diese Stiftung unterstützte während Merrills Lebenszeit Personen der Literatur, Kunst und des Fernsehens. Eng befreundet war Merrill mit der Schriftstellerin Elizabeth Bishop und der Filmproduzentin Maya Deren; beide unterstützte er auch finanziell in ihren Projekten (ebenso viele weitere Autoren, oftmals anonym). Merrill arbeitete von 1979 bis zu seinem Tod 1995 als Vorsitzender der Academy of American Poets.
Merrill starb in Tucson (Arizona) am 6. Februar 1995 an einem Herzinfarkt.

## Auszeichnungen und Ehrungen (Auswahl)
Bereits zu Beginn seiner schriftstellerischen Karriere gewann Merrill für The Black Swan den Glascock Prize. Im Laufe seines weiteren schriftstellerischen Schaffens erhielt er zahlreiche bedeutende Poesieauszeichnungen in den Vereinigten Staaten, inklusive
- 1967: National Book Award für Nights and Days
- 1971: Aufnahme in die American Academy of Arts and Letters[2]
- 1973: Bollingen Prize
- 1977: Pulitzer-Preis für Divine Comedies.
- 1978: Aufnahme in die American Academy of Arts and Sciences
- 1979: National Book Award für Mirabell: Books of Number.
- 1983: National Book Critics Circle Award für The Changing Light at Sandover
- 1983: Los Angeles Times Book Prize
- 1990: Bobbitt National Prize für Poesie für The Inner Room

## Werke von Merrill
Seit seinem Tod werden die Werke von Merrill in drei Bereiche untergliedert: Sammlung Gedichte, Sammlung Prosa und Sammlung Romane und Stücke:

### Poesie
- The Black Swan (1946)
- First Poems (1951)
- The Country of a Thousand Years of Peace (1959)
- Water Street (1962)
- Nights and Days (1966)
- The Fire Screen (1969)
- Braving the Elements (1972)
- Divine Comedies (1976), inklusive "Lost in Translation" und The Book of Ephraim
- Mirabell: Books of Number (1978)
- Scripts for the Pageant (1980)
- The Changing Light at Sandover (1982)
- From the First Nine: Poems 1946-1976 (1982)
- Late Settings (1985)
- The Inner Room (1988)
- Selected Poems 1946-1985 (1992)
- A Scattering of Salts (1995)
- Collected Poems (2001) ISBN 0-375-41139-9

### Prosa
- Recitative (1986) – Essays
- A Different Person (1993) – Memoiren
- Collected Prose (2004) ISBN 0-375-41136-4

### Romane und Stücke

#### Romane
- The Seraglio (1957)
- The (Diblos) Notebook (1965)

#### Drama
- The Birthday (1947)
- The Immortal Husband (1955)
- The Bait

#### Sammlung
- Collected Novels and Plays (2002) ISBN 0-375-41137-2